# Oberea melanocephala
Oberea melanocephala là một loài bọ cánh cứng trong họ Cerambycidae.